# 阋神星
鬩神星（小行星序號：136199 Eris）是現已知太陽系中第二大的矮行星，在所有直接圍繞太陽運行的天體中質量排名第九。它估測直徑約為2326±12公里，比冥王星重約27%（但冥王星的體積更大一些），質量約為地球質量的0.27%。它由米高·布朗、乍德·特魯希略和大衛·拉比諾維茨在2005年1月5日，從一堆於2003年10月21日拍攝的相片中發現，並在2005年7月29日與妊神星一起公佈。當時它的暫時編號為2003 UB313，暱稱為西娜（英語：Xena，是美国电视剧《战士公主西娜》的女主角）。
鬩神星於2005年7月位於距離太陽97個天文單位遠的位置，而它的軌道極為傾斜，公轉周期為557年。它被分類為黃道離散天體（偏離地球軌道平面的星體）。在2006年8月第26屆國際天文學大會上，把2003 UB313劃入矮行星之列，賦與小行星編號136199號，並以希臘神話中的鬩神厄里斯（Ἒρις）命名。
因为阋神星看起来比冥王星要大，所以一开始它的发现者和NASA(美國國家太空總署) 把其称之为太阳系的第十大行星。但隨著其他类似大小天体的陸續發現，符合行星定義的太陽系天體數量驟增，促使国际天文联合会第一次重新进行行星定义。根据2006年8月24日的IAU的行星定义 ，阋神星是一个同冥王星、谷神星、妊神星、鸟神星一样的矮行星。
2010年11月6日，对阋神星掩星的初步结果显示，其直径约2326公里，誤差±12公里，只和冥王星相当。从标准差来评估，现在还很难确定阋神星和冥王星哪个更大。估计两者固体直径都在2330公里左右。

## 發現
阋神星由迈克尔·E·布朗、查德·特鲁希略和戴维·拉比诺维茨利用2003年10月21日的照片在2005年1月5日分析发现的。这个发现在7月29日发布，同一天还发布了鸟神星，2天后发布了妊神星。發現鬩神星的團隊，在以往幾年已有系統地找尋大型太陽系外圍天體。他們曾發現了另外數個海王星外天體，包括創神星、亡神星和小行星90377。
2003年10月21日，他們在美國加里福尼亞州帕洛瑪天文台的48英寸塞缪尔·奥斯钦望远镜作例行觀察。由于阋神星移动缓慢，小组的图像自动分析软件没有发现该星体。當時为了降低假阳性的比例，软件把移动低于1.5弧秒/小时的物体排除在外。赛德娜发现的时候其移动是1.75弧秒/小时。受此启发，研究小组用更低一点的角度移动限制，再次分析了以前的数据，并人工排查。2005年1月，再次分析的数据才揭示了阋神星在背景星空下的缓慢移动。

透過動畫顯示出鬩神星的運動軌跡，也有助於其發現。箭頭所指的即為鬩神星，這動畫前後橫跨三個小時。

海王星外天體分布。

該團體原計劃推迟公佈他們的發現，直至後續的觀察能更準確決定它的大小和質量。但他们显然受到了西班牙其他小组抢先发表的巨大压力，而不得不提前公布这一重大发现。
2005年10月，更深入的观测发现，阋神星有一个卫星，之后被命名为迪丝诺美亚。观测迪丝诺美亚的轨道使得科学家能够测定阋神星的质量。2007年6月，观测结果显示阋神星的质量大约是 (1.66 ± 0.02)×1022kg，比冥王星重27%。

## 命名
根據小行星的命名常規，此星體的臨時命名2003 UB313。發現者有權決定它的名字，只要獲國際天文聯會認可。在發現者的網站中，此小行星使用了「Lila」這名字（取名自美國加州理工學院天文學家布朗的女兒 Lilah）。該發現後來在  （页面存档备份，存于） 指這是「一個感情用事的父親在大清早對網站的命名」。
因為它的體積比冥王星大，它曾经會被考慮成為太陽系的第十行星。但由於現時已發現多個與冥王星大小相若的天體，冥王星作為行星的看法再次受到考驗，以至於最終與冥王星一起被劃歸為矮行星，2006年9月7日被國際小行星中心正式編號為小行星136199號，並以希腊神话中的不和女神厄里斯命名為「Eris」。

### 中文命名
發現之初，中文的名稱頗為紛亂，有採用音譯者，亦有意譯者，莫衷一是。2007年6月16日，在揚州召開的天文學名詞審定委員會工作會議上，名詞委員、臺灣代表和特約代表共21人，鑑於發現矮行星 Eris 影響太陽系的行星分類與定義，經過大家充分的意見表達與溝通後，以兩階段投票表決的形式敲定了中文採用意譯，譯名為「鬩神星」；同時將其衛星Dysnomia定名為「鬩衛一」。
《华西都市报》曾報導該星早在六十多年前就被劉子華用《易經》推測出，稱為「木王星」，引起風潮，但實際上是偽科學報導。

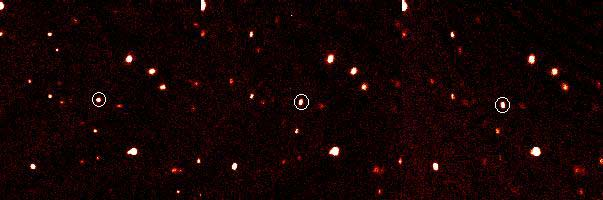
2003年10月21日拍攝的鬩神星影像，由美國加里福尼亞州帕洛瑪天文台的48英寸塞缪尔·奥斯钦望远镜攝得。這三張連續相片總計約花費90分鐘分別攝得，其中相片中圈起並有稍微移動的即為距離太陽系有一定距離的鬩神星。這些連續相片攝得時，科學家仍尚未意識到鬩神星的存在，直到2005年1月8日才注意到這顆矮行星。

## 大小

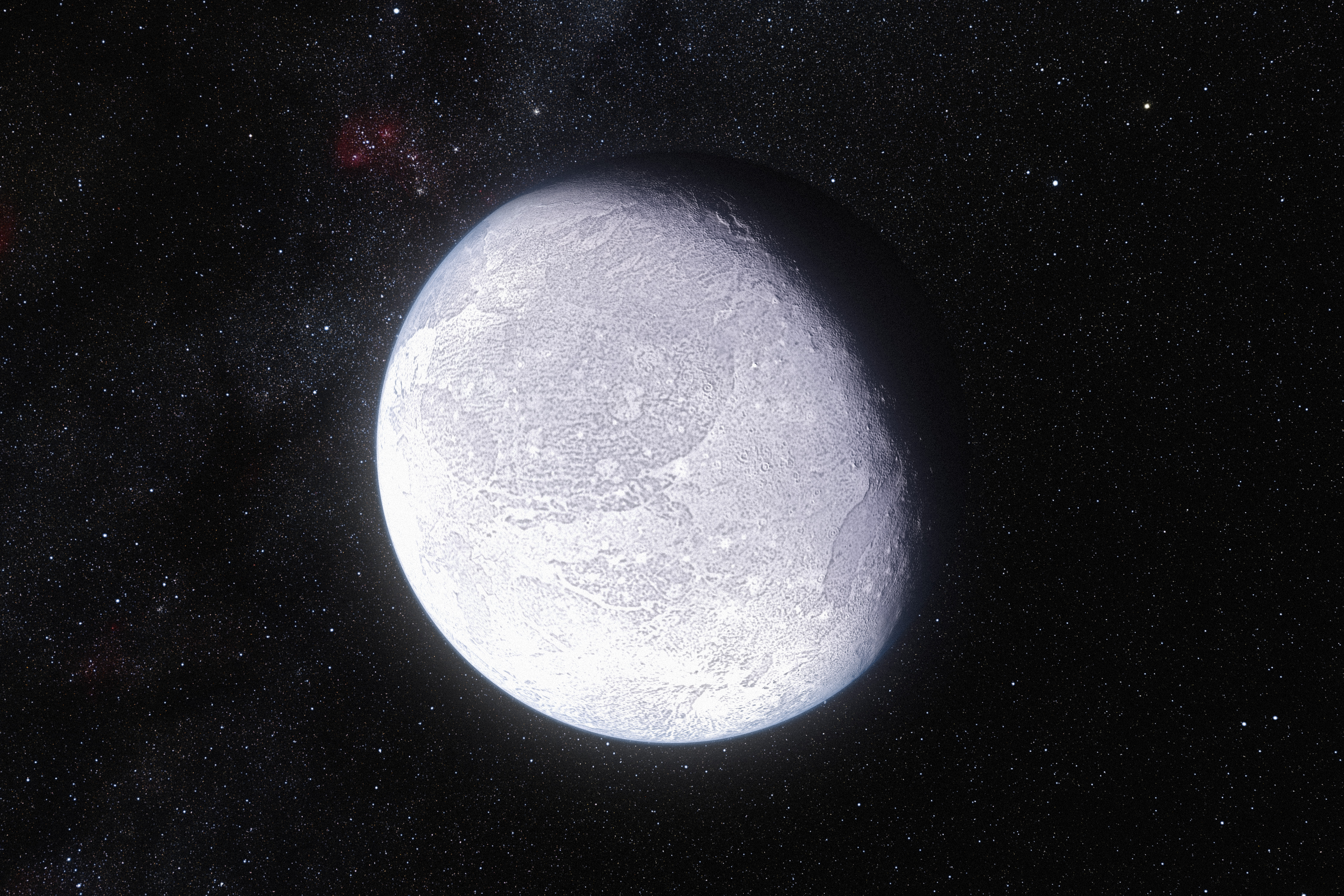
藝術家依據拉西拉天文台的觀測資料所繪製的鬩神星與鬩衛一想像圖

太陽系內星體的光度，同時取決於它的大小和它的反照率（反射光線的量）。如能找出它與太陽的距離及它的反照率，它的半徑就能透過它的視星等找出來，反照率較高意味著半徑較小。現時，鬩神星的反照率仍未找出，所以它的確實大小仍有待確定。但是，天文學家已計算出，即使它的反照率達到1.0（最高），它計算出來的大小仍會有冥王星那樣大。然而，該小行星的反照率肯定不會到1（大部分古柏帶星體都很暗），所以我們能認定它的大小應會較冥王星大一些。人們現時猜測它的反光度應會與冥王星接近，大約0.6左右，估計它的直徑約為2,900公里。
史匹哲太空望遠鏡可推斷該天體的大小上限，但因為某種技術上的錯誤，使它未能作出首度對鬩神星的觀測。在問題解決後，它於2005年8月23日至8月25日成功作出觀測，並推斷其直徑約為2,700公里，比冥王星的2,274公里大20%。雖然這些數據在日後或會改動，但布朗已斷定2003 UB313比冥王星大，並打賭如果它真的比冥王星小，他會把望遠鏡吃掉。
為了更準確量度2003 UB313的半徑，發現者小組動用了哈伯望遠鏡作出觀測。一顆直徑3,000公里的天體在97 AU的距離外，其角度大小會是0.04角秒，哈伯望遠鏡有能力直接觀測得到。雖然接近它的能力極限，但憑藉不少影像處理技術，他們仍可計算出準確數字。在之前，他們也曾使用同樣的方法，直接量度出小行星「創神星」的半徑。
2006年2月號的《自然》雜誌，刊出了馬克斯·普朗克學會的毫米波段射電天文學（Max Planck Institute for Radio Astronomy at Millimeter wavelengths，簡稱IRAM）小組在1.2毫米電磁波下對鬩神星的間接測量數據，該小組公佈2003 UB313的直徑為3,000千米。但哈伯望遠鏡於2005年12月9-10日直接測量的 結果 （页面存档备份，存于） 顯示其直徑僅有2384±96公里左右。

## 表面和大气层

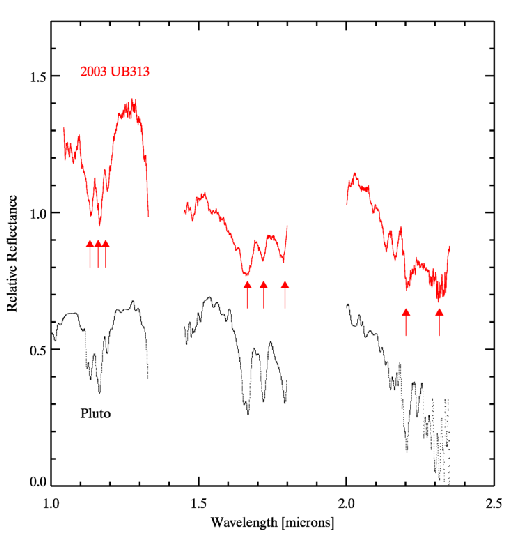
与冥王星做对比的阋神星的红外光谱，有显著的相似点。箭头表示甲烷的吸收谱线。

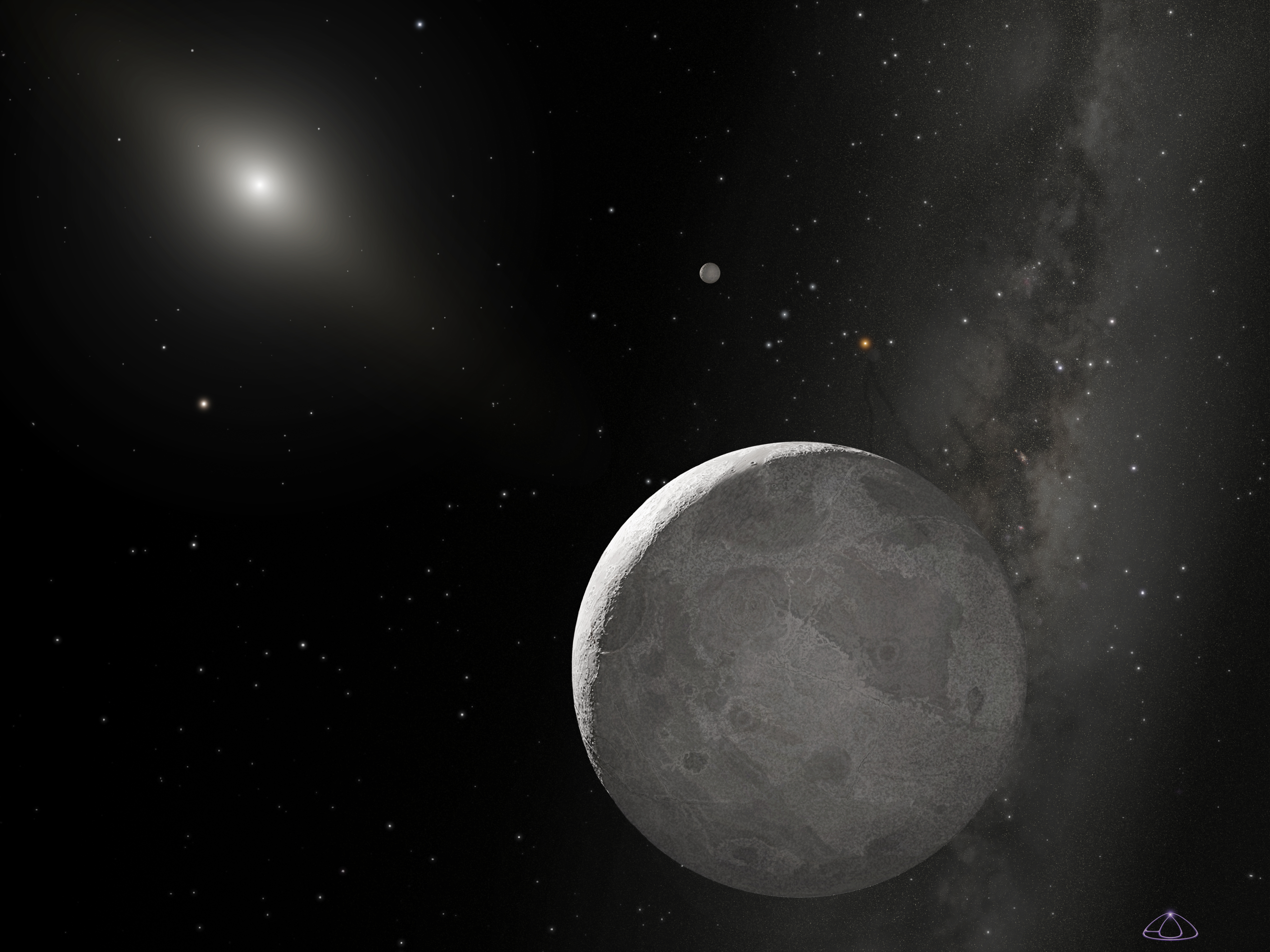
阋神星和阋卫一的想像图。阋神星是主天体，阋卫一是上方的小灰点。左上方发光的物体是太阳。

在確定本小行星的發現之後，科學家利用光譜儀對鬩神星進行詳細觀測。他們於2005年1月25日動用了位於夏威夷的8米口徑北雙子望遠鏡進行觀測，並從光譜儀的紅外線資料發現小行星表面有甲烷冰。這意味著鬩神星的表面與冥王星很相似。這是除了冥王星外，第二個含有甲烷的海王星外天体天體。另一方面，海衛一的表面也擁有甲烷，使人們認為它也與海王星外天体有關。由於甲烷的高揮發性，這表明鬩神星經常都處於太陽系的遠處，使它的甲烷冰不會因為來自太陽的輻射熱而揮發。
由于阋神星的遥远的偏心轨道，估计表面温度在-243到-217°C之间（30到56K）不像冥王星和海卫一一样略带红色，阋神星呈现出灰色。冥王星的微红色是由表面沉积的托林所反映出来的。这些沉积物使得表面更加灰暗，更低的反射率会导致较高的温度并使甲烷蒸发。与此相反，阋神星离太阳足够远，即使表面反射率较低也能够使甲烷能够在其表面凝结。这些在行星表面凝结的甲烷能够更加降低反射率并覆盖任何红色的托林。
即使阋神至太阳的距离比冥王星要远三倍，它也有至太阳足够近的时候，表面温度升高至部分的冰都开始升华。甲烷是极易挥发的，其存在说明要么阋神星一直处于远离太阳系的位置从而保持甲烷冰的存在，要么就是星体内有一个甲烷的内部来源来补充从大气中逃脱的气体。这和另一个新发现的海王星外天体，妊神星表面不同。妊神星表面覆盖的是水而不是甲烷。

## 衛星

艺术家笔下的阋神星与阋卫一

2005年間，夏威夷凱克望遠鏡的調適光學小組使用了新的激光導引星調適光學系統，對四顆最亮的古柏帶天體進行觀測，分別為冥王星、鸟神星、妊神星及鬩神星。当时阋神星被临时命名为“齊娜”。在9月10日的觀測結果中，他們發現有一顆衛星繞著“齊娜”運行。布朗的研究小组使用“加百利”作为这个卫星的昵称，因为加百利是电视剧《齊娜武士公主》中齊娜的密友。当IAU给予阋神星正式名字的时候，这个卫星被命名为迪丝诺美亚（Δυσνομία），即希臘神話中鬩神厄里斯之女，而中文譯名則為鬩衛一。

## 参看
- 天體命名
- 清除鄰近的小天體
- 國際天文聯會（IAU）
- 假設的海王星外行星

## 外部連結
- MPEC listing for 2003 UB313 （页面存档备份，存于）
- Astronomers Discover "10th Planet" - Sky & Telescope article
- Slacker Astronomy Interview With Co-Discoverer Trujillo
- Astronomers at Palomar Observatory Discover a 10th Planet Beyond Pluto （页面存档备份，存于） - official webpage (yet to be updated)
- Jet Propulsion Laboratory News Release （页面存档备份，存于）
- spaceflightnow.com （页面存档备份，存于）
- space.com （页面存档备份，存于）
- （页面存档备份，存于）
- （页面存档备份，存于）
- （页面存档备份，存于）

| 前一小行星： (136198)小行星136198 | 小行星列表 | 後一小行星： (136200)小行星136200 |